# Annie Ilonzeh
Annie Ngasi Ilonzeh, actrice américaine née le 23 août 1983 à Grapevine (Texas).
Elle se fait connaître en jouant dans le feuilleton télévisé Hôpital central (2010-2011), puis, en étant l'une des héroïnes de l'éphémère série d'action Charlie's Angels (2011).
Dès lors, elle joue divers rôles réguliers dans des séries télévisées comme : Switched (2012-2013), Drop Dead Diva (2013), Arrow (2012-2014), Empire (2016), Person of Interest (2015-2016).
Elle intègre ensuite l'univers télévisuel de Dick Wolf, par le rôle d'Emily Foster dans Chicago Fire (2018-2020).

## Biographie

### Jeunesse et formation
Annie Ngasi Ilonzeh est née à Grapevine au Texas en 1983 d'un père nigérian et d'une mère américaine caucasienne. Elle était étudiante à l'Université du Texas à Arlington.

### Carrière
En 2007, elle fait ses débuts dans la télévision dans un épisode de la série How I Met Your Mother. Elle a eu également des rôles de figurant dans des films : Ce que pensent les hommes (He's Just Not That Into You), Miss March et Percy Jackson : Le Voleur de foudre.
En 2009-2010, elle est apparue dans trois épisodes de Melrose Place : Nouvelle Génération et en 2010 elle a joué dans deux épisodes de Entourage.
De 2010 à 2011, elle a joué le rôle de Maya Ward dans le feuilleton Hôpital central. Puis, elle décroche l'un des rôles principaux de la série Charlie's Angels. Produite par Drew Barrymore, il s'agit d'un reboot de la série télévisée Drôles de dames créée par Ivan Goff et Ben Roberts et diffusée entre 1976 et 1981 aux États-Unis. Cependant, de faibles audiences et une mauvaise réception critique conduisent le réseau à arrêter prématurément la série.
En septembre 2013, il a été annoncé qu'elle serait invitée dans la deuxième saison de Beauty and the Beast sur The CW. Avant cela, elle décroche un rôle récurrent dans les deux premières saisons d'Arrow, entre 2012 et 2014.
En 2017, elle joue le rôle de l'actrice Kidada Jones dans le film biographique All Eyez on Me, centré sur le rappeur américain Tupac Shakur.
En 2018, elle seconde Jennifer Garner dans le film d'action Peppermint de Pierre Morel,.
La même année, elle rejoint le pilote d'une série dramatique développée par ABC, Staties, mais le projet est finalement abandonné. C'est alors qu'elle intègre le casting principal de la série Chicago Fire lors de la septième saison, dans le rôle de l'ambulancière Emily Foster, aux côtés de Kara Killmer, Taylor Kinney et Jesse Spencer. La série est diffusée sur NBC,. L'actrice est ainsi amené à reprendre son rôle dans Chicago P.D. et Chicago Med.

## Filmographie
Sauf indication contraire, les informations mentionnées dans cette section peuvent être confirmées par la base de données cinématographiques IMDb,  présente dans la section « Liens externes ».

### Cinéma

#### Longs métrages
- 2009 : Ce que pensent les hommes (He's Just Not That Into You) de Ken Kwapis : une femme
- 2009 : Miss March de Zach Cregger et Trevor Moore : une femme
- 2010 : Percy Jackson : Le Voleur de foudre (Percy Jackson and the Olympians: The Lightning Thief) de Chris Columbus : Femme aphrodite
- 2017 : All Eyez on Me de Benny Boom : Kidada Jones
- 2017 : Til Death Do Us Part de Chris Stokes : Madison Roland / Kate
- 2018 : Peppermint de Pierre Morel : Agent du FBI Lisa Inman
- 2022 : Agent Game : Visser

#### Court métrage
- 2009 : Not Necessary de Ben Sharples et Steve Rad : Whitley

### Télévision

#### Séries télévisées
- 2007 : How I Met Your Mother : Becky (saison 3, épisode 10)
- 2009 - 2010 : Melrose Place : Nouvelle Génération : Natasha (saison 1, épisodes 2, 17 et 18)
- 2010 : Frenemies : Shop Girl (pilote non retenu par MSN)
- 2010 - 2011 : Hôpital central (General Hospital) : Maya Ward (rôle principal - 78 épisodes)
- 2010 - 2011 : Entourage : Rachel (saison 7, épisodes 1 et 3 + saison 8, épisode 2)
- 2011 : The Game : Anethea (saison 4, épisode 8)
- 2011 : Charlie's Angels : Kate Prince (rôle principal - 8 épisodes)
- 2012 - 2013 : Switched (Switched at Birth) : Lana Bracelet (saisons 1 et 2, 8 épisodes)
- 2012 - 2014 : Arrow : Joanna De La Vega (rôle récurrent - saisons 1 à 2, 8 épisodes)
- 2013 : Drop Dead Diva : Nicole Hamill (saison 5, 7 épisodes)
- 2013 : Diary of a Champion : Ciara Tryce (saison 1, épisodes 3 et 8)
- 2013 : Hatfields & McCoys : Shannon Hatfield (pilote non retenu par ABC)
- 2013 - 2014 : Beauty and the Beast : Beth Bowman (saison 2, épisodes 5 et 21)
- 2014 : Rush : Jordana Rourke (saison 1, épisode 5)
- 2015 : Allegiance : Julia Marcus (saison 1, épisode 1)
- 2015 : Guy Theory : Skylar Thomas (saison 1, épisode 1)
- 2015 : Graceland : Courtney (saison 3, épisodes 11, 12 et 13)
- 2015 - 2016 : Person of Interest : Harper Rose (saison 4, épisodes 16, 18, 21 et 22 et saison 5, épisode 11)
- 2016 : Empire : Harper Scott (saison 2, épisodes 12, 13, 15 et 16)
- 2017 : American Horror Story : Erika (saison 7, épisode 11)
- 2018 : Staties : Eliza Cortez (pilote non retenu par ABC)
- 2018 - 2020 : Chicago Fire : Emily Foster (rôle principal)
- 2018  : Chicago Police Department : Emily Foster (invitée - 3 épisodes)
- 2019 : Chicago Med : Emily Foster (invitée - 1 épisode)
- 2024 : S.W.A.T. : Devin Gamble (saison 8)

#### Téléfilm
- 2013 : La Dernière Prétendante (Killer Reality) de Jeff Fisher : Hayley Vance